# Dussia foxii
Dussia foxii é uma espécie vegetal da família Fabaceae.
Apenas pode ser encontrada no seguinte país: Peru.